# Малая Возвышенка
Малая Возвышенка (каз. Малая Возвышенка) — село в районе Магжана Жумабаева Северо-Казахстанской области Казахстана. Входит в состав Возвышенского сельского округа. Код КАТО — 593639300.

## Население
В 1999 году население села составляло 241 человек (127 мужчин и 114 женщин). По данным переписи 2009 года, в селе проживало 94 человека (56 мужчин и 38 женщин).